# Campanha de Marco Antônio na Armênia
A Campanha de Marco Antônio na Armênia foi uma campanha, parte da chamada Campanha parta de Marco Antônio, realizada entre os anos de 35 e 34 a.C. pelo triúnviro Marco Antônio na Reino da Armênia como punição pela deslealdade do rei Artavasdes II durante a campanha na Atropatena dois anos antes. Vitoriosa, a campanha terminou com a anexação da Armênia pela República Romana, a prisão de Artavasdes e a captura de um tremendo tesouro por Marco Antônio. Como resultado direto de sua vitória, o triúnviro formalizou as famosas "Doações de Alexandria" e deu início à última guerra civil da República Romana, que terminaria com a vitória de Otaviano, o futuro imperador Augusto.

## Invasão da Armênia
No final da campanha na Média Atropatena, aparentemente os principais subordinados e soldados de Marco Antônio atribuíram o fracasso sobretudo à deserção da cavalaria armênia, o que os havia impedido, depois das vitórias nas lutas corpo-a-corpo, de perseguir os inimigos; o principal traidor, segundo eles, seria o rei o Artavasdes II. Os conselheiros de Marco Antônio eram todos a favor de uma vingança contra os armênios, mas, apesar de extremamente irritado com Artavasdes, Antônio preferiu, naquele momento, manter uma imagem amigável. Ele estava decidido a prosseguir rapidamente com a retirada para alcançar a Síria romana o quanto antes e contava com o financiamento do rei armênio e com os seus suprimentos para suprir suas exaustas legiões.
Plutarco conta que Marco Antônio perdeu mais 8 000 soldados durante a retirada pelas montanhas da Armênia no inverno; por causa do clima e das condições das estradas, suas tropas se enfraqueceram ainda mais; neste ponto, segundo ele, o triúnviro abandonou seu exército e seguiu para a costa perto de Sidon, onde se encontrou com Cleópatra, que trazia consigo equipamentos para os soldados e dinheiro, que Marco Antônio que fosse distribuído entre seus homens. Depois disto, Marco Antônio seguiu para o Egito, mas não estava satisfeito com a derrota; ele pretendia retomar seus planos contra os partas e vingar a deslealdade dos armênios.
Marco Antônio precisava de reforços antes de embarcar numa nova campanha e, além disto, já em 35 a.C., teve que empregar parte de seu exército para neutralizar Sexto Pompeu, que havia deixado a Sicília depois da Batalha de Nauloco e estava na Ásia, onde havia recrutado três legiões. Algumas legiões de Antônio, comandadas por Caio Fúrnio e Marco Tício, e as unidades fornecidas por Amintas da Galácia foram enviadas para a província da Ásia para enfrentar Pompeu, que, depois de ter sido cercado e abandonado por seus últimos seguidores, acabou capturado por Tício, que, apesar das tentativas de suborno, ordenou que ele fosse executado.
A narrativa dos autores antigos descrevem Marco Antônio sempre muito dependente de Cleópatra e aprisionado pela personalidade da rainha; contudo, aparentemente o triúnviro não havia renunciado completamente suas ambições em relação aos partas. Ele precisava de reforços para seu exército e iniciou um novo recrutamento no oriente e na Grécia. A notícia de que o rei Artavasdes I da Média havia rompido a aliança com Fraates IV e se propunha a ajudar os romanos numa nova guerra contra o Império Parta fez renascer o otimismo em Marco Antônio, que decidiu deixar o Egito e seguiu para a Armênia para organizar uma nova invasão; neste ínterim, sua esposa, Otávia, estava na Grécia com 2 000 soldados celtas enviados por Otaviano para reforçar o exército de Antônio no oriente. Na realidade, Marco Antônio esperava uma quantidade muito maior de soldados que lhe haviam sido prometidos em troca dos 150 navios enviados por ele para a Itália para enfrentar a Revolta Siciliana; Marco Antônio estava verdadeiramente irritado com Otaviano, mas decidiu aceitar os soldados celtas, mas não recebeu de volta Otávia, que foi despachada de volta para a Itália. No final do ano, Marco Antônio mais uma vez invernou com Cleópatra no Egito e marcou o início de sua nova campanha para o ano seguinte.
Na primavera de 34 a.C., Marco Antônio finalmente decidiu invadir com suas legiões a Armênia para punir Artavasdes por seu comportamento pouco leal durante a malfadada campanha parta; num primeiro momento, Marco Antônio tentou atraí-lo para uma armadilha para obrigá-lo a se submeter e enviou uma embaixada com propostas aparentemente amigáveis de colaboração liderada por Quinto Délio. Enquanto isso, seu exército marchou rapidamente, primeiro até Nicópolis; dali, dada a reticência do rei armênio, invadiu a Armênia e marchou diretamente para a capital, Artaxata. Artavasdes, intimidado e preocupado, se entregou e foi preso por Marco Antônio, que o obrigou a entregar todo o tesouro do reino. Em paralelo, o filho dele, Artaxias II, foi facilmente derrotado e fugiu para o Império Parta; Marco Antônio ocupou rapidamente a Armênia inteira, que foi transformada na província romana da Armênia. As forças de ocupação foram deixadas a cargo do fiel e capaz Públio Canídio Crasso.

## De volta a guerra civil

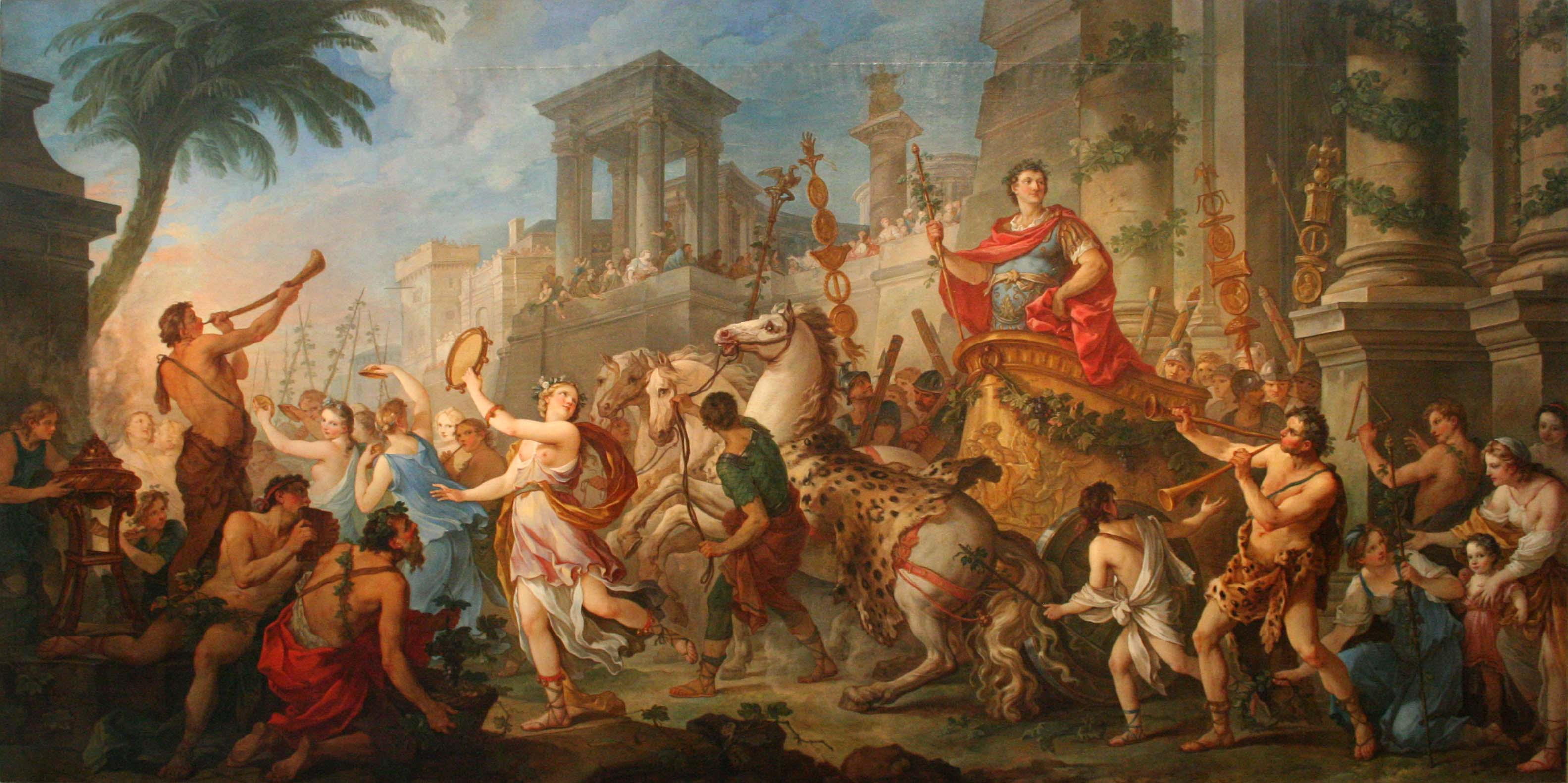
Entrada triunfal de Marco Antônio em Éfeso
1741. Por Charles-Joseph Natoire, no Musée des Beaux-Arts de Nîmes, França.

Marco Antônio deixou a Armênia ocupada em 34 a.C. e retornou a Alexandria levando consigo o rico butim amealhado em sua rápida campanha e também o rei Artavasdes com sua família. Em paralelo, continuou negociando com Artavasdes I da Média para consolidar sua colaboração numa futura campanha contra os partas através de um acordo matrimonial. Antônio prometeu em casamento o seu filho com Cleópatra, Alexandre Hélio, para a filha de Artavasdes, Jotapa. De volta em Alexandria, Marco Antônio se ligou definitivamente e irremediavelmente a Cleópatra: ele celebrou seu triunfo sobre os armênios em Alexandria com uma espetacular coreografia oriental. Contudo, muito mais grave, no outono de 34 a.C., numa luxuosa cerimônia, Marco Antônio oficializou as famosas "Doações de Alexandria", através das quais, além de proclamar Cleópatra "rainha dos reis" e Cesarião "filho e herdeiro legítimo de Júlio César", agraciou o Egito com os territórios de Chipre e da Celessíria; além disto, ele reorganizou, em tese, a administração dos territórios orientais de Roma doando-os de forma programada para os três filhos pequenos que ele tinha com Cleópatra.
Contudo, os eventos se precipitaram em Roma e Marco Antônio se preparou para enfrentar Otaviano na última guerra civil da República Romana e não conseguiu retomar sua intenção de invadir o Império Parta.